# Anthony Marwood
Anthony Marwood MBE (* 1979 in London) ist ein britischer Violinist.
Sein Debüt gab Marwood 1993 bei den BBC-Abschlussbällen. 2005 übernahm er selbst die Uraufführung von Thomas Adès’ Violinkonzert in der Berliner Philharmonie.
Anthony Marwood arbeitet regelmäßig als Solist oder Dirigent mit der Academy of St. Martin in the Fields oder mit anderen Orchestern zusammen.
Er ist seit Anfang 2006 künstlerischer Leiter des Irish Chamber Orchestra (ICO).
Marwood spielt eine Violine von Carlo Bergonzi aus dem Jahr 1736.